# Dendrophyllia ramea
Espèce
Statut CITES
Dendrophyllia ramea est une espèce de scléractiniaires (coraux durs).
Environnement : milieu / zone climatique
Benthique / Subtropical 
Pays de distribution | Régions de la FAO 
Atlantique et Méditerranée.
Cycle de vie et comportement d'accouplement
Les membres de la classe des anthozoaires sont soit gonochoriques, soit hermaphrodites. 
Les gamètes matures sont éliminés dans le coelentéron et apparaissent par la bouche. 
Cycle de vie : Le zygote se développe en une larve de planula planctonique. 
La métamorphose commence par une morphogenèse précoce des tentacules, des septa et du pharynx avant la colonisation larvaire à l'extrémité aborale.